# Sainte-Lucie aux Jeux olympiques d'été de 2020
Sainte-Lucie participe aux Jeux olympiques de 2020 à Tokyo au Japon. Il s'agit de sa 7e participation à des Jeux d'été.

## Athlètes engagés
| Sport      | Hommes | Femmes | Total |
| ---------- | ------ | ------ | ----- |
| Athlétisme | 0      | 1      | 1     |
| Natation   | 1      | 1      | 2     |
| Voile      | 1      | 1      | 2     |
| Total      | 2      | 3      | 5     |

## Résultats

### Athlétisme
Levern Spencer est qualifié pour le concours du saut en hauteur. 6e aux derniers jeux de Rio. Seules 26 athlètes ont réussi les minima fixés à 1,96 mètre, Spencer fait partie des six sauteuses retenues selon leur dernier rang mondial.
| Athlète        | Épreuve                 | Qualification | Qualification | Finale      | Finale   |
| Athlète        | Épreuve                 | Performance   | Rang          | Performance | Rang     |
| -------------- | ----------------------- | ------------- | ------------- | ----------- | -------- |
| Levern Spencer | Saut en hauteur féminin | 1,86 m        | 22e           | Éliminée    | Éliminée |

### Natation
Le comité bénéficie de place attribuée au nom de l'universalité des Jeux. 
| Athlète             | Épreuve                   | Série   | Série | Demi-finale | Demi-finale | Finale   | Finale   |
| Athlète             | Épreuve                   | Temps   | Rang  | Temps       | Rang        | Temps    | Rang     |
| ------------------- | ------------------------- | ------- | ----- | ----------- | ----------- | -------- | -------- |
| Mikaili Charlemagne | 50 m nage libre masculin  | 26 s 99 | 49e   | Éliminée    | Éliminée    | Éliminée | Éliminée |
| Jean-Luc Zephir     | 100 m nage libre masculin | 51 s 94 | 54e   | Éliminée    | Éliminée    | Éliminée | Éliminée |

### Voile
Sainte-Lucie a reçu une invitation de la commission tripartite pour envoyer des navigateurs concourant dans le laser masculin et le laser radial féminin à la régate olympique.
| Athlète                 | Compétition         | Régate | Régate | Régate | Régate | Régate | Régate | Régate | Régate | Régate | Régate | Régate      | Régate      | Régate | Total net | Rang final |
| Athlète                 | Compétition         | 1      | 2      | 3      | 4      | 5      | 6      | 7      | 8      | 9      | 10     | 11          | 12          | CM     | Total net | Rang final |
| ----------------------- | ------------------- | ------ | ------ | ------ | ------ | ------ | ------ | ------ | ------ | ------ | ------ | ----------- | ----------- | ------ | --------- | ---------- |
| Luc Chevrier            | Laser hommes        | 30     | 34     | 32     | 33     | 34     | 14     | 28     | 30     | 30     | 30     | Non disputé | Non disputé | EL     | 261       | 31e        |
| Stephanie Devaux-Lovell | Laser Radial femmes | 14     | 36     | 34     | 5      | 35     | 27     | Dsq    | 38     | 11     | 16     | Non disputé | Non disputé | EL     | 216       | 28e        |